# Länsväg 114
De Zweedse weg 114 (Zweeds: Länsväg 114) is een provinciale weg in de provincie Skåne län in Zweden en is circa 21 kilometer lang. De weg ligt in het meest zuidelijke deel van Zweden.

## Plaatsen langs de weg
- Munka-Ljungby
- Harbäckshult
- Örkelljunga

## Knooppunten
- Riksväg 13 bij Munka-Ljungby (begin)
- Riksväg 24 bij Örkelljunga (einde)